# Бекір-Самі Кундух
Бекір-Самі Кундух (ос. Къуындыхаты Муссæйы фырт Бечир); (тур. Bekir Sami Kunduh) (1864 — 1932) — турецький державно-політичний діяч, дипломат.

## Біографія
Народився в 1864 році в селі Саніба на території сучасної Північної Осетії, син російського генерал-майора Муси Кундухова, осетина-мусульманина, який очолював мухаджирство в Османську імперію декількох тисяч осетин, чеченців і карабулаків.
Закінчив ліцей в Галатасараї, Школу політичних наук в Парижі.
Працював секретарем посольства в Росії, депутатом меджлісу.
З 03.05.1920 по 08.05.1921 — міністр закордонних справ Туреччини.